# Scotopteryx horismodes
Scotopteryx horismodes là một loài bướm đêm trong họ Geometridae.